# 2005 في أستراليا
فيما يلي قوائم الأحداث التي وقعت خلال عام 2005 في أستراليا.

## سياسة

### تعيين في المنصب
- 6 يوليو – مارك فيل نائب رئيس وزراء أستراليا [الإنجليزية]‏.

### انتهاء فترة المنصب
- 18 يناير – مارك لاذام عضو مجلس النواب الأسترالي، Leader of the Opposition (Australia) [الإنجليزية]‏.

## رياضة
- 6 مارس – جائزة أستراليا الكبرى 2005 الفائز جانكارلو فيزيكيلا.

## أفلام
من الأفلام التي صدرت هذه السنة في أستراليا:
- 1 يناير – ابن القناع من إخراج لورانس غوترمان [الإنجليزية]‏.
- 1 يناير – قسطنطين من إخراج فرانسيس لورانس.
- 11 مارس – ملكة الدماثة 2 مسلحة ورائعة من إخراج جون باسكوين.
- 10 يوليو – تشارلي ومصنع الشوكولاتة من إخراج تيم برتون.
- 27 يوليو – ذا دوكس اوف هازرد من إخراج جاي شاندراسيخار.

## برامج ومسلسلات وأنمي
- مدمرو الخرافات

## موسيقى

### أغاني
من الأغاني التي صدرت هذه السنة في أستراليا:
- 28 مارس – غيفنغ يو أب من غناء كايلي مينوغ.

## كتب
من الكتب التي صدرت هذه السنة في أستراليا:
- 1 يناير – سارقة الكتاب من تأليف ماركوس زوساك.

## وفيات

### مايو
- 25 مايو – غراهام كينيدي (مواليد 1934)

### ديسمبر
- 6 ديسمبر – ريتشارد جريمسديل (مواليد 1929)